# Kumulieren

Beispiel Kumulieren: mehr als eine Stimme für eine Person

Kumulieren (von lateinisch cumulus ‚Anhäufung‘), auch Stimmenhäufung oder Häufeln, ist ein Begriff aus dem Wahlrecht.
Es bedeutet, dass bei Wahlen mit offenen Listen oder reinen Personenwahlen, bei denen der Wähler mehr als eine Stimme hat, mehrere dieser Stimmen auf einen Kandidaten vereinigt werden können. Die Höchstzahl an Stimmen je Kandidat ist häufig auf einen niedrigen Wert beschränkt.
Die Sitzzuteilung an eine jede Liste erfolgt dabei in der Regel nur nach der Gesamtzahl der für all ihre Kandidaten abgegebenen Stimmen. Durch das Häufeln wird also einem Kandidaten nur ein Vorteil gegenüber den Konkurrenten aus seiner eigenen Partei verschafft.
Das häufig gemeinsam mit dem Kumulieren mögliche Verteilen mehrerer Stimmen auf verschiedene Listen nennt man Panaschieren.

## Ablauf
Technisch wird das Kumulieren entweder dadurch ermöglicht, dass auf dem Stimmzettel pro Kandidat mehrere Ankreuzmöglichkeiten vorhanden sind, oder dass der Wähler statt des Kreuzes eine Zahl entsprechend den vergebenen Stimmen einträgt. Soweit die gewählten Kandidaten handschriftlich auf dem Stimmzettel eingetragen werden müssen, kann man bisweilen durch mehrfache Angabe eines Namens kumulieren.

## Vorkumulieren
Bei manchen Wahlen, bei denen der Wähler auch eine Liste als Ganzes ankreuzen kann, gibt es die Möglichkeit der Vorkumulation seitens der Wahlvorschlagsträger. Dabei werden die Stimmen dieser Wähler nach einem festgelegten Schema auf die einzelnen Kandidaten verteilt; häufig sind die Kandidaten, die dabei mehrere Stimmen erhalten sollen, auf dem Stimmzettel mehrfach aufgeführt. In Bayern zum Beispiel können Bewerber zwei- oder dreimal aufgeführt werden, wenn die Liste weniger Bewerber enthält, als Sitze zu vergeben sind. Dabei müssen alle dreifach aufgeführten Bewerber am Anfang der Liste stehen, danach die doppelt aufgeführten, am Schluss alle einfachen, wenn unterschiedliche Vielfachheiten kombiniert werden.
Kreuzt der Wähler einen dieser Kandidaten an, bekommt der Kandidat automatisch mehrere Stimmen, allerdings nicht mehr als drei. Kreuzt der Bewerber nur die Liste an, bekommen die mehrfach aufgeführten Kandidaten entsprechend mehrere Stimmen. Dadurch kann eine Partei oder Wählergruppe, die nicht genügend Bewerber hat, um die maximal mögliche Zahl von Kandidaten aufzustellen, vermeiden, dass ihr Stimmen verloren gehen.

## Schweiz
Kumulieren ist in der Schweiz bei Parlaments- und anderen Wahlen im Proporzsystem auf allen drei Staatsebenen üblich. Dabei dürfen für einen Kandidaten üblicherweise maximal zwei Stimmen abgegeben werden.
Bei der Umsetzung der Eidgenössischen Volksinitiative «für die Proporzwahl des Nationalrates» hatte die Schweizer Regierung 1918 noch vorgeschlagen, auf das Kumulieren zu verzichten. Der Ständerat und danach auch der Nationalrat beschlossen jedoch das zweimalige Aufführen von Kandidaten zu ermöglichen, wobei vor allem über das Vorkumulieren durch die Parteien gesprochen wurde. Diese sollten ihre Spitzenleute auf diese Weise fördern können. Die Möglichkeit, Namen auf den vorgedruckten Wahllisten zu streichen, wurde ebenfalls mit dem Proporzgesetz von 1919 eingeführt. Zusammen mit dem Panaschieren haben die Wählenden so im Schweizer Wahlsystem drei einflussreiche Möglichkeiten, die Wahlvorschläge der Parteien abzuändern.

## Deutschland
Kumulieren bei Wahlen kann man in folgenden Bundesländern:
| Bundesland             | Kommunalwahl | Landtagswahl      |
| ---------------------- | ------------ | ----------------- |
| Baden-Württemberg      | Ja           | Nein              |
| Bayern                 | Ja           | Nein              |
| Berlin                 | Nein         | Nein              |
| Brandenburg            | Ja           | Nein              |
| Bremen                 | Ja           | Ja                |
| Hamburg                | Ja (Bezirke) | Ja (Bürgerschaft) |
| Hessen                 | Ja           | Nein              |
| Mecklenburg-Vorpommern | Ja           | Nein              |
| Niedersachsen          | Ja           | Nein              |
| Nordrhein-Westfalen    | Nein         | Nein              |
| Rheinland-Pfalz        | Ja           | Nein              |
| Saarland               | Nein         | Nein              |
| Sachsen                | Ja           | Nein              |
| Sachsen-Anhalt         | Ja           | Nein              |
| Schleswig-Holstein     | Nein         | Nein              |
| Thüringen              | Ja           | Nein              |

In einigen Bundesländern entfällt die Kumuliermöglichkeit, wenn eine Mehrheitswahl stattfindet, also weniger als zwei Listen zur Wahl stehen.